# Eva Lehocká-Glesková
Eva Lehocká-Glesková, slovaška atletinja, * 26. julij 1943, Zvolen, Češkoslovaška.
Nastopila je na poletnih olimpijskih igrah v letih 1964, 1968 in 1972, ko je osvojila osmo mesto v teku na 100 m. Na evropskih dvoranskih prvenstvih je osvojila srebrno medaljo v štafeti 4×150 m leta 1967 in bronasto medaljo v štafeti 4x1 krog leta 1966. 1. julija 1972 je izenačila svetovni rekord v teku na 100 m s časom 11,0 s, ki je veljal še eno leto. Postavila je 57 češkoslovaških državnih rekordov.